# John A. Farrell Stadium
John A. Farrell Stadium é um estádio em West Chester, Pensilvânia. É usado principalmente pelo Golden Rams da West Chester University of Pennsylvania. O estádio também foi a casa temporária do time de futebol feminino Philadelphia Independence enquanto o seu novo estádio, PPL Park, estava terminando a construção.